# Глизе 96
Глизе 96 (GJ 96) — одиночная звезда в созвездии Андромеды на расстоянии приблизительно 39 световых лет (около 11,9 парсек) от Солнца. Видимая звёздная величина звезды — +9,559m.
Вокруг звезды обращается, как минимум, одна планета.

## Характеристики
Глизе 96 — красный карлик спектрального класса M0V, или M2V, или M2. Масса — около 0,597 солнечной, радиус — около 0,581 солнечного, светимость — около 0,069 солнечной. Эффективная температура — около 3732 K.

## Планетная система
В 2018 году группой астрономов у звезды обнаружена планета GJ 96 b.
В 2019 году учёными, анализирующими данные проектов HIPPARCOS и Gaia, у звезды обнаружена планета HIP 11048 c.